# 普希金斯基耶戈雷
普希金斯基耶戈雷（羅馬化：Pushkinskiye Gory），又译普希金山镇、普希金山庄，是俄罗斯普斯科夫州的市级镇、普希金山庄区行政中心及规模最大聚居地，地处普斯科夫州中部，位于州府普斯科夫东南方。距离较近的火车站有西北方的奥斯特罗夫站。
建于16世纪，时称托博列涅茨（Тоболенец），1925年改为现名，1960年设市级镇。该地2022年人口有4,272人；2010年人口5,222；2002年人口6,089；1989年人口6,753。